# COROT
COROT (англ. COnvection ROtation and planetary Transits) — космический телескоп, созданный усилиями Национального центра космических исследований Франции (CNES), при участии Европейского Космического Агентства, а также научно-исследовательских центров Австрии, Испании, Германии, Бельгии и Бразилии. Основной задачей телескопа является поиск экзопланет, в том числе и планет земного типа. Другой задачей телескопа является изучение внутреннего строения звёзд.

## Описание
Спутник изготовлен на базе платформы Proteus, впервые опробованной в составе КА Jason-1. На орбиту COROT вывела модернизированная ракета-носитель «Союз 2-1Б» с разгонным блоком «Фрегат».
Аппарат был запущен с космодрома Байконур 27 декабря 2006 года в 17:23 по московскому времени. 20 июня 2013 года миссия была официально объявлена завершенной, 17 июня 2014 года спутник был выключен.

### Приборы
- Телескоп:

Афокальный телескоп состоит из двух параболических зеркал с фокусным расстоянием 1,1 м (диаметр входного зрачка 27 см)
- Широкоугольная камера

Датчики: четыре ПЗС-матрицы с разрешением 2048x4096
Объектив: фокусирует свет (фокусное расстояние 1200 мм) и корректирует геометрические аберрации телескопа
- Бортовой компьютер

## Цели миссии
COROT наблюдает за изменением светимости звезды, регулярно возникающим при прохождении перед ней планеты (транзитный метод). В ЕКА полагают, что большая часть из открытых COROT планет окажется так называемыми горячими юпитерами, которые составляют большинство из известных на сегодня экзопланет. Однако чувствительность прибора достаточно высока для того, чтобы зарегистрировать каменистые планеты, но только те из них, которые в несколько раз больше Земли. Ожидалось, что во время миссии будет открыто от 10 до 40 «твёрдых» планет и несколько десятков горячих юпитеров.
COROT также занимается астросейсмологией. Он может регистрировать изменения яркости света, вызываемые акустическими волнами, прошедшими через поверхность звёзд. Эти измерения позволят вычислить массу звезды, её возраст и химический состав. Такой метод уже применялся на аппарате SOHO для изучения условий внутри Солнца.

## Наблюдения
Находясь на орбите, телескоп COROT сможет наблюдать за выбранным участком неба непрерывно в течение 150 дней. Дважды в год, чтобы Солнце не мешало наблюдениям, телескоп будет поворачиваться на 180°, при этом аппарат будет летом обращён к центру Млечного Пути (область созвездия Змеи), а зимой от него (область созвездия Единорога). Каждые полгода COROT будет перенацеливаться на другую область звёздного неба и начинать новый цикл исследований. Между этими периодами наблюдения в течение 30 дней COROT произведёт наблюдение пяти других участков неба. Программа состоит из шести циклов общей протяжённостью в 2,5 года.
В каждой области наблюдения будет одна главная звезда для астросейсмологического исследования и до девяти вторичных целей. В итоге будет зафиксирована яркость для 120 000 звёзд со звёздной величиной превышающей 15,5 на предмет изучения экзопланет. Ожидается, что результатом проекта будет обнаружение нескольких десятков планет.
Следует учитывать, что COROT способен обнаружить только те планеты, которые в несколько раз больше Земли. Он не предназначен для поиска обитаемых планет, а для обнаружения планет, на которых жизнь возможна (обитаемая зона). Также надо учесть, что COROT сможет наблюдать только небольшой процент планет в пределах своей зоны чувствительности, так как только небольшая часть планет будет пересекать диск своей звезды под углом, доступным для наблюдения. Ожидается, что за планетными системами, обнаруженными в течение миссии будут продолжены наблюдения будущими аппаратами проектов Дарвин и Terrestrial Planet Finder.

## Ход выполнения
27 декабря 2006 года аппарат был успешно выведен на орбиту. В ночь с 17 на 18 января спутник был развёрнут на орбите и приступил к подготовительному этапу (тестирование систем, калибровка и т. д.).
3 мая 2007 COROT начал свой список с открытия планеты, названной COROT-1b. Также была зарегистрирована астросейсмическая активность родительской звезды планеты. В соответствии с ожиданиями, планета была отнесена к классу горячих юпитеров. Радиус COROT-1b в 1,78 раз превышает радиус Юпитера. Планета обращается вокруг жёлтого карлика, с периодом примерно 1,5 земных суток. Звёздная система удалена от нас на 1 500 св. лет и расположена в созвездии Единорога. Существенно то, что параметры звёздной системы были определены с ранее недоступной точностью.
14 июня 2010 года объявлено об открытии ещё шести экзопланет и одного коричневого карлика миссией CoRoT. Планеты получили обозначение — CoRoT-8b, CoRoT-11b, 12b, 13b и 14b, коричневый карлик CoRoT-15b.